# Khan Abdul Jabbar Khan
Khan Abdul Jabbar Khan, plus connu sous le nom du docteur Khan Sahib, est un homme politique pakistanais né en 1882 ou 1883 et mort assassiné le 9 mai 1958 à Lahore. Il est un des pionniers du mouvement pour l'indépendance du Pakistan.

## Source
- (en) King without a throne sur The Friday Times
- (en) Dr Khan Sahib sur storyofpakistan.com